# Ваховск
Ва́ховск — посёлок в Нижневартовском районе Ханты-Мансийского автономного округа — Югры, центр одноимённого сельского поселения.

## География
Расположен в восточной части Среднеобской низменности, в бассейне реки Вах и её притока Максимка, в 161 км от Нижневартовска.

## История
Ваховск основан в 1964 году в связи с геологоразведками.

## Население
| 2010 |
| ---- |
| 1560 |

Население — 1730 человек, в том числе представителей народностей Севера — 23 человека.

## Экономика
- ЗАО «Ариголнефтегеология» — добыча нефти (до 2002 года)
- ОАО «Славнефть-Мегионнефтегаз» Ватинское НГДУ Нефтегазопромысел № 5 — добыча и подготовка нефти

## Инфраструктура
В посёлке имеются:
- средняя школа;
- детский сад;
- детская школа искусств;
- амбулатория;
- аптека;
- сельский Дом культуры;
- киноустановка;
- библиотека;
- два спортзала;
- семь магазинов;
- столовая;
- баня;
- отделение связи;
- телефонная станция[3].